# 레이 마나이
레이 알도 마나이(알바니아어: Rey Aldo Manaj, 1997년 2월 24일 ~ )는 알바니아의 축구 선수로, UAE 프로리그의 클럽 샤르자와 알바니아 국가대표팀에서 스트라이커로 활약하고 있다.

## 구단 경력

### 크레모네세
마나이는 2014년 9월 7일, 17세의 나이로 크레모네세 데뷔 전을 치렀고, 만토바와의 원정 경기에서 1-2로 승리한 마지막 14분을 선보였다. 이후 그는 1-0으로 패한 포르데노네와의 원정 경기에서 선발로 첫 경기를 치렀다. 마나이는 10월 11일, 알레산드리아 칼초와의 원정 경기에서 프로 데뷔골을 넣었고, 17세 7개월의 나이로 이 부문에서 골을 넣은 최연소 선수가 되었다.

### 인터 밀란
2015년 7월 14일, 유벤투스, 아틀레티코 마드리드, 로마 등의 팀과 관련된 그의 미래에 대한 많은 추측 끝에, 마나이는 100만 유로의 가격에 인터 밀란으로 매각되었고, 그는 5년 계약을 맺었다. 그에 대한 보답으로, 인터 밀란은 마나이의 인터 밀란 이적을 위한 작전의 일환으로 두 명의 선수 파비오 에겔피와 프란체스코 포르테를 크레모네세에게 임대했다. 주로 마나이는 로베르토 만치니 감독에 의해 1군 훈련에 포함되었다. 그는 인상적인 기량을 선보였고, 인터 밀란간의 두 차례의 미니 예비 경기에서 연속 두 골을 넣었다.

### 알바세테
2018년 7월 1일, 마나이는 또 다른 세군다 디비시온의 알바세테와 영구 임대 계약을 맺었다. 그는 데포르티보 라코루냐와의 경기에서 팀의 승점 1점을 만회하기 위해 교체 출전한 후 데뷔 전에서 페널티킥을 성공시키며 시즌의 좋은 출발을 즐겼다. 그는 8월 25일, 1-1로 끝난 라스 팔마스와의 경기에서 새로운 팀의 첫 선발 출전을 기록했다. 이후 마나이는 CD 루고와의 2라운드 경기에서 코파 델 레이 첫 골을 넣었고, 그의 골은 93분에 터진 알바세테의 탈락을 막기에는 역부족이었다.
2019년 7월 9일, 알바세테는 마나이가 구단과 5년 영구 계약을 맺었다고 발표했다.

### 시바스스포르
2023년 8월 22일 쉬페르리그의 시바스스포르와 3년 계약을 체결했다.

## 국가대표팀 경력
마나이의 꿈은 언젠가 알바니아 국가대표팀에서 뛰는 것이었다. 마나이는 코소보와의 경기에서 알바니아 국가대표로 데뷔한 후 첫 터치로 12초 만에 득점하여 알바니아 국가대표 선수이자 알바니아 국가대표 최연소 골 기록을 동시에 세웠다. 그는 나중에 자신의 목표를 가족에게 바쳤다. 잔니 데 비아시는 마나이가 UEFA 유로 2016에서 알바니아 국가대표팀으로 뛸 수 있다고 말했지만, 그는 UEFA 유로 2016 잠정 27인 명단에 이름을 올리지 못했다.
UEFA 유로 2016에 이어, 마나이는 모로코와의 친선 경기와 8월 31일과 9월 5일에 열릴 북마케도니아와의 2018년 FIFA 월드컵 예선 경기에 차출되었다.